# Данієль ван Буйтен
Данієль ван Буйтен (фр. Daniel Van Buyten; * 7 лютого 1978, Шіме, Бельгія) — колишній бельгійський футболіст, центральний захисник, відомий зокрема виступами за «Баварію» та національну збірну Бельгії.

## Виступи за збірну
За збірну дебютував у 2001 році. Був у заявці на чемпіонат світу 2002, де провів 4 матчі й отримав жовту картку.

## Досягнення
«Гамбург»
- Переможець Кубка Інтертото: 2005

 «Баварія»
- Чемпіон Німеччини: 2007-08, 2009-10, 2012-13, 2013-14
- Володар Кубка Німеччини: 2007-08, 2009-10, 2012-13, 2013-14
- Володар Кубка німецької ліги: 2007
- Володар Суперкубка Німеччини: 2010, 2012
- Переможець Ліги чемпіонів УЄФА: 2012-13
- Переможець Суперкубка УЄФА: 2013
- Переможець Клубного чемпіонату світу з футболу 2013: 2013
- Переможець Telecom-Cup: 2012

## Статистики клубної кар'єри
Станом на 30 серпня 2010 року
| Клуб              | Сезон | Чемпіонат | Чемпіонат | Кубок | Кубок | Єврокубки | Єврокубки | Усього | Усього |
| Клуб              | Сезон | Ігри      | Голи      | Ігри  | Голи  | Ігри      | Голи      | Ігри   | Голи   |
| ----------------- | ----- | --------- | --------- | ----- | ----- | --------- | --------- | ------ | ------ |
| Баварія           | 09—10 | 19        | 4         | 3     | 2     | 5         | 1         | 26     | 7      |
| Баварія           | 08—09 | 18        | 3         | 2     | 0     | 5         | 1         | 25     | 4      |
| Баварія           | 07—08 | 19        | 1         | 4     | 1     | 3         | 1         | 26     | 3      |
| Баварія           | 06—07 | 31        | 3         | 3     | 0     | 10        | 2         | 44     | 5      |
| Усього            |       | 87        | 11        | 12    | 3     | 23        | 5         | 122    | 19     |
| Гамбург           | 05—06 | 27        | 2         | 3     | 1     | 15        | 2         | 45     | 5      |
| Гамбург           | 04—05 | 34        | 5         | 1     | 0     | 4         | 0         | 39     | 5      |
| Усього            |       | 61        | 7         | 4     | 1     | 19        | 2         | 84     | 10     |
| Манчестер Сіті    | 03—04 | 5         | 0         | 1     | 0     | 0         | 0         | 6      | 0      |
| Усього            |       | 5         | 0         | 1     | 0     | 0         | 0         | 6      | 0      |
| Олімпік (Марсель) | 03—04 | 18        | 2         | ?     | ?     | ?         | ?         | 18     | 2      |
| Олімпік (Марсель) | 02—03 | 35        | 8         | ?     | ?     | ?         | ?         | 35     | 8      |
| Олімпік (Марсель) | 01—02 | 23        | 2         | ?     | ?     | ?         | ?         | 23     | 2      |
| Total             |       | 76        | 12        | ?     | ?     | ?         | ?         | 76     | 12     |
| Стандард          | 00—01 | 29        | 4         | ?     | ?     | ?         | ?         | 29     | 4      |
| Стандард          | 99—00 | 28        | 3         | ?     | ?     | ?         | ?         | 28     | 3      |
| Усього            |       | 57        | 7         | ?     | ?     | ?         | ?         | 57     | 7      |
| Шарлеруа          | 98—99 | 19        | 1         | ?     | ?     | ?         | ?         | 19     | 1      |
| Усього            |       | 19        | 1         | ?     | ?     | ?         | ?         | 19     | 1      |
| Усього за кар'єру |       | 305       | 38        | 17    | 4     | 42        | 7         | 364    | 49     |